# Aukščiausioji lyga 1988
L'edizione 1988 dell'Aukščiausioji lyga fu la quarantaquattresima come campionato della Repubblica Socialista Sovietica Lituana; il campionato fu vinto dal SRT Vilnius, giunto al suo 1º titolo.

## Formula
Fu confermata la formula a girone unico: le squadre passarono da 17 a 16, con le retrocesse Sveikata Kybartai, Tauras Siauliai, Aušra Vilnius, Aidas Kaunas e Utenis Utena, sostituite da Automobilininkas Klaipėda, Sūduva, Vienybė Ukmergė e Statyba Jonava.
Le 16 formazioni si incontrarono in gironi di andata e ritorno, per un totale di 30 partite per squadra. Le squadre classificate agli ultimi due posti retrocessero.

## Classifica finale
|                        | Pos. | Squadra                   | Pt | G  | V  | N  | P  | GF | GS  | DR   |
| ---------------------- | ---- | ------------------------- | -- | -- | -- | -- | -- | -- | --- | ---- |
| RSS Lituana (bandiera) | 1.   | SRT Vilnius               | 47 | 30 | 18 | 11 | 1  | 70 | 26  | +44  |
|                        | 2.   | Inkaras Kaunas            | 45 | 30 | 16 | 13 | 1  | 47 | 20  | +27  |
|                        | 3.   | Ekranas                   | 42 | 30 | 17 | 8  | 5  | 52 | 20  | +32  |
|                        | 4.   | Kelininkas Kaunas         | 37 | 30 | 14 | 9  | 7  | 46 | 31  | +15  |
|                        | 5.   | Atmosfera Mažeikiai       | 37 | 30 | 16 | 5  | 9  | 49 | 31  | +18  |
|                        | 6.   | Banga Kaunas              | 36 | 30 | 12 | 12 | 6  | 39 | 22  | +17  |
|                        | 7.   | Tauras                    | 35 | 30 | 14 | 7  | 9  | 48 | 37  | +11  |
|                        | 8.   | Granitas Klaipėda         | 32 | 30 | 12 | 8  | 10 | 65 | 34  | +31  |
|                        | 9.   | Statybininkas Šiauliai    | 30 | 30 | 11 | 8  | 11 | 32 | 31  | +1   |
|                        | 10.  | Vienybė Ukmergė           | 29 | 30 | 12 | 5  | 13 | 38 | 49  | -11  |
|                        | 11.  | Poringė Alytus            | 28 | 30 | 8  | 12 | 10 | 41 | 48  | -7   |
|                        | 12.  | Sūduva                    | 22 | 30 | 6  | 10 | 14 | 39 | 43  | -4   |
|                        | 13.  | Atletas Kaunas            | 22 | 30 | 7  | 8  | 15 | 34 | 43  | -9   |
|                        | 14.  | Statyba Jonava            | 18 | 30 | 7  | 4  | 19 | 31 | 62  | -31  |
|                        | 15.  | Nevėžis                   | 17 | 30 | 5  | 7  | 18 | 37 | 59  | -22  |
|                        | 16.  | Automobilininkas Klaipėda | 3  | 30 | 1  | 1  | 28 | 17 | 129 | -112 |